# Ruth Ella Moore
Ruth Ella Moore (19 de mayo de 1903, Columbus, Ohio, 19 de julio de 1994) fue una bacterióloga que se convirtió, en 1933, en la primera mujer afroamericana en obtener un doctorado en ciencias naturales. Fue catedrática y jefa del departamento de bacteriología de la Universidad de Howard, publicando trabajos sobre tuberculosis, inmunología y caries dental, la respuesta a antibióticos de los microorganismos estomacales, y el tipo de sangre de los Afroamericanos.

## Periodo Universitario
Moore asistió a la Universidad Estatal de Ohio, donde cursó sus estudios de grado y postgrado. En 1926 obtuvo su licenciatura en ciencias, en 1927, cursó el máster en ciencias y en 1933 finalizó el doctorado en bacteriología.
Su tesis fue sobre la bacteria de la tuberculosis y los títulos fueron Estudios en la disociación de Mycobacterium tuberculosis y Un nuevo método de concentración en el bacilo tuberculoso aplicado al examen de esputo y orina.

## Carrera profesional
Durante sus años universitarios, enseñó higiene e inglés en la Universidad estatal de Tennessee, en Nashville. En 1939, ejerció como profesora ayudante de bacteriología en la facultad de medicina de la Universidad de Howard. En 1948  se convirtió en profesora universitaria y en 1955 fue nombrada jefa del departamento de bacteriología. En 1960,  fue nombrada profesora asociada de microbiología. Se jubiló en 1973 ostentando el título de profesor emérito asociado de microbiología. Durante su estancia en Howard, llevó a cabo estudios en grupos sanguíneos y enterobacterias. Fue miembro de la Asociación de Salud Pública Americana y de la Sociedad Americana de Microbiólogos, de las cuales Moore se retiró en 1971.
Las publicaciones de Moore incluyen una exposición, en 1938, sobre la inmunología de la caries dental, publicaciones en los años 50 sobre tipos de sangre en afroamericanos y una publicación en 1963 sobre la sensibilidad de microorganismos estomacales a los antibióticos.

## Honores
Es considerada la primera mujer afroamericana en conseguir un Doctorado en Ciencias Naturales. En 2005, Eddie Bernice Johnson, miembro de los Representantes de la Cámara de EE. UU., introdujo un programa reconociendo a Ruth Ella Moore, así como otros científicos de los Estados Unidos.

## Vida personal
Murió en Rockville, Maryland a los 91 años de edad en 1994.